# Pianura nordeuropea

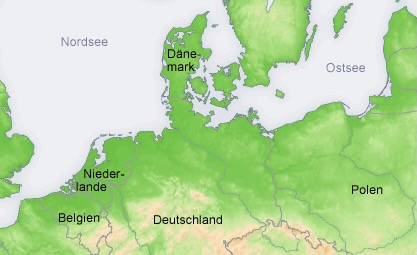
Topografia della pianura nordeuropea.

La Pianura Nord Europea (in tedesco: Norddeutsches Tiefland o Norddeutsche Tiefebene), o Pianura mitteleuropea (in polacco: Nizina Środkowoeuropejska) è una regione geomorfologica dell'Europa, soprattutto della Polonia, Danimarca, Germania, Belgio, Paesi Bassi, e una piccola parte del nord della Francia.
Si compone di una bassa pianura che occupa un'area delimitata a sud dalle Alpi e dai Carpazi e le coste del Mare del Nord e del Mar Baltico a nord. Questi due mari sono separati dalla penisola dello Jutland. La Pianura Nord Europea è collegata al Bassopiano sarmatico, e insieme formano la grande pianura europea.